# Campeonato nacional de fútbol de Pueblos Originarios 2015
El Campeonato nacional de fútbol de Pueblos Originarios 2015 fue un torneo deportivo realizado en Chile entre el 20 y el 24 de abril de 2015, organizado por la Asociación Nacional de Pueblos Originarios (ANPO) y por la Corporación Nacional de Desarrollo Indígena (CONADI).

## Participantes
En cursiva los equipos debutantes.
| Equipos participantes | Equipos participantes | Equipos participantes | Equipos participantes |
| --------------------- | --------------------- | --------------------- | --------------------- |
| Mapuche               | Aimara                | Kolla                 | Quechuas              |
| Rapa Nui              | Kawésqar              | Huilliche             | Lican Antay           |

## Fase de grupos[2]

### Grupo A
| Equipo   | Pts | PJ | PG | PE | PP | GF | GC | Dif |
| -------- | --- | -- | -- | -- | -- | -- | -- | --- |
| Mapuche  | 7   | 3  | 2  | 1  | 0  | 14 | 3  | +11 |
| Aimara   | 7   | 3  | 2  | 1  | 0  | 11 | 3  | +8  |
| Kolla    | 1   | 3  | 0  | 1  | 2  | 3  | 12 | -9  |
| Quechuas | 1   | 3  | 0  | 1  | 2  | 5  | 15 | -10 |

| Fecha               | Lugar      |         |  | Resultado |  |          |
| ------------------- | ---------- | ------- |  | --------- |  | -------- |
| 20 de abril de 2015 | Villarrica | Aimara  |  | 4:2       |  | Quechuas |
| 20 de abril de 2015 | Villarrica | Mapuche |  | 4:1       |  | Kolla    |
| 21 de abril de 2015 | Galvarino  | Aimara  |  | 6:0       |  | Kolla    |
| 21 de abril de 2015 | Galvarino  | Mapuche |  | 9:1       |  | Quechuas |
| 22 de abril de 2015 | Villarrica | Mapuche |  | 1:1       |  | Aimara   |
| 22 de abril de 2015 | Villarrica | Kolla   |  | 2:2       |  | Quechuas |

### Grupo B
| Equipo      | Pts | PJ | PG | PE | PP | GF | GC | Dif |
| ----------- | --- | -- | -- | -- | -- | -- | -- | --- |
| Rapa Nui    | 9   | 3  | 3  | 0  | 0  | 8  | 3  | +5  |
| Kawésqar    | 6   | 3  | 2  | 0  | 1  | 4  | 3  | +1  |
| Huilliche   | 3   | 3  | 1  | 0  | 2  | 11 | 4  | +7  |
| Lican Antay | 0   | 3  | 0  | 0  | 3  | 1  | 14 | -13 |

| Fecha               | Lugar      |             |                              | Resultado |                              |             |
| ------------------- | ---------- | ----------- | ---------------------------- | --------- | ---------------------------- | ----------- |
| 20 de abril de 2015 | Villarrica | Huilliche   |                              | 2:3       | Bandera de la Isla de Pascua | Rapa Nui    |
| 20 de abril de 2015 | Villarrica | Lican Antay |                              | 1:2       |                              | Kawésqar    |
| 21 de abril de 2015 | Galvarino  | Huilliche   |                              | 9:0       |                              | Lican Antay |
| 21 de abril de 2015 | Galvarino  | Rapa Nui    | Bandera de la Isla de Pascua | 2:1       |                              | Kawésqar    |
| 22 de abril de 2015 | Villarrica | Rapa Nui    | Bandera de la Isla de Pascua | 3:0       |                              | Lican Antay |
| 22 de abril de 2015 | Villarrica | Huilliche   |                              | 0:1       |                              | Kawésqar    |

## Fase final

### Disputa del séptimo lugar
| Fecha               | Lugar     |          |  | Resultado |  |             |
| ------------------- | --------- | -------- |  | --------- |  | ----------- |
| 23 de abril de 2015 | Galvarino | Quechuas |  | 4:1       |  | Lican Antay |

### Disputa del quinto lugar
| Fecha               | Lugar     |          |  | Resultado |  |       |
| ------------------- | --------- | -------- |  | --------- |  | ----- |
| 23 de abril de 2015 | Galvarino | Williche |  | 5:1       |  | Kolla |

### Semifinales
| Fecha               | Lugar     |          |                              | Resultado |  |          |
| ------------------- | --------- | -------- | ---------------------------- | --------- |  | -------- |
| 23 de abril de 2015 | Galvarino | Mapuche  |                              | 8:1       |  | Kawésqar |
| 23 de abril de 2015 | Galvarino | Rapa Nui | Bandera de la Isla de Pascua | 1:3       |  | Aimara   |

### Disputa del tercer lugar
| Fecha               | Lugar      |          |                              | Resultado |  |          |
| ------------------- | ---------- | -------- | ---------------------------- | --------- |  | -------- |
| 24 de abril de 2015 | Villarrica | Rapa Nui | Bandera de la Isla de Pascua | 4:1       |  | Kawésqar |

### Final
| Fecha               | Lugar      |         |  | Resultado |  |        |
| ------------------- | ---------- | ------- |  | --------- |  | ------ |
| 24 de abril de 2015 | Villarrica | Mapuche |  | 1:0       |  | Aimara |

### Campeón
| Mapuches            |
| Mapuche 1.er título |

## Clasificación final
La clasificación final indica la posición que cada selección ocupó al finalizar el torneo. La tabla está dividida según la fase alcanzada por cada selección nacional.
| Equipo | Equipo      | Gr. | Pts | PJ | PG | PE | PP | GF | GC | Dif |
| ------ | ----------- | --- | --- | -- | -- | -- | -- | -- | -- | --- |
| 1      | Mapuche     | A   | 13  | 5  | 4  | 1  | 0  | 23 | 4  | +19 |
| 2      | Aimara      | A   | 10  | 5  | 3  | 1  | 1  | 14 | 5  | +9  |
| 3      | Rapa Nui    | B   | 12  | 5  | 4  | 0  | 1  | 13 | 7  | +6  |
| 4      | Kawésqar    | B   | 6   | 5  | 2  | 0  | 3  | 6  | 15 | -9  |
| 5      | Williche    | B   | 6   | 4  | 2  | 0  | 2  | 16 | 5  | +11 |
| 6      | Kolla       | A   | 1   | 4  | 0  | 1  | 3  | 4  | 17 | -13 |
| 7      | Quechuas    | A   | 4   | 4  | 1  | 1  | 2  | 9  | 16 | -7  |
| 8      | Lican Antay | B   | 0   | 4  | 0  | 0  | 4  | 2  | 18 | -16 |